# Подборки (Козельський район)
Подборки (рос. Подборки) — присілок в Козельському районі Калузької області Російської Федерації.
Населення становить 1044 особи. Входить до складу муніципального утворення Присілок Подборки.

## Історія
Від 2004 року входить до складу муніципального утворення Присілок Подборки.

## Населення
| 2002 | 2010  |
| ---- | ----- |
| 1041 | ↗1044 |